# A múlt árnyékában (televíziós sorozat, 2015)
A múlt árnyékában (eredeti cím: Divoké kone, jelentése: vadlovak) 2015-től 2016-ig futott szlovák televíziós filmsorozat, amelyet a TV JOJ vetített Szlovákiában. A tévéfilmsorozat Magyarországon először 2017-ben volt látható a Dunán, majd 2018-ban műsorra tűzték még egyszer. Műfaját tekintve filmdráma-sorozat és romantikus filmsorozat.
A sorozat kreatív producere Danica Haláková, aki korábban a konkurens Markíza televíziónak gyártott műsorokat.

## Szereplők
| Színész                     | Szerep                                                | Magyar hang        | Leírás |
| --------------------------- | ----------------------------------------------------- | ------------------ | --- |
| Monika Šagátová             | Hana Kopecká / Gréta Holzmannová (a múltban)          | Csuha Bori         | lovas kaszkadőr, dublőz, Tereza unokája, a múltban a dédanyját, Tereza (Margaréta) anyját is játssza kettős szerepben |
| Ján Dobrík                  | Adam Závodský                                         | Szatory Dávid      | repülőpilóta, Albert fia |
| Anna Javorková              | dr. Tereza Kopecká (született: Margaréta Holzmannová) | Kovács Nóra        | állatorvos, Albert élettársa, Gréta és Jürgen Holzmann lánya, szüleit és bátyját Osvald agyonlövi, de ő megmenekül, és a háború után kislányként nevelőszülőkhöz kerül, és új személyazonosságot kap                                |
| Ivan Romančík               | Albert Závodský                                       | Barbinek Péter     | méntelepvezető, Tereza élettársa |
| Leopold Haverl              | Osvald Závodský                                       | Kertész Péter      | volt téeszelnök, üzletember, Albert nagybátyja és nevelőapja |
| Alena Ďuránová              | Simona „Simonka” Kozáková Závodská                    | Kisfalvi Krisztina | ügyvezető, üzletasszony, Albert lánya |
| Róbert Halák                | Karol Kozák                                           | Dózsa Zoltán       | köztisztviselő, Simona férje |
| Ján Keselý                  | Filip Kozák                                           | Ungvári Gergő      | Simona és Karol fia |
| Kristina Fačkovcová         | Bianka Kozáková                                       | Gyarmati Laura     | Simona és Karol lánya |
| Pavel Višňovský             | dr. Imrich „Imro” Volár                               | Vass Gábor         | állatorvos |
| Lujza Garajová Schrameková  | Mária „Mery” Volárová                                 | Nádasi Veronika    | lógondozó, állatorvosi tanulmányait szerelmi bánat miatt nem fejezi be, Imro legidősebb lánya, Šušo élettársa |
| Kristína Tóthová            | Zuzka Petrichová (szül. Volárová)                     | Mahó Andrea        | kocsmáros, volt tanárnő, Maroš felesége, Imro középső lánya, egy gyermek anyja |
| Tomáš Mischura              | Maroš Petrich                                         | Molnár Levente     | kocsmáros, volt történelemtanár, Zuzka férje |
| Dominika Zeleníková         | Danka Volárová                                        | Gulás Fanni        | titkárnő, Imro legkisebb lánya, Karol szeretője, aki a gyermeke biológiai apja |
| Juraj Kemka                 | Jozef „Jožko” Šušorený „Šušo”                         | Bartucz Attila     | könyvelő, Adela férje, Miško apja |
| Christopher Michael Pauliny | Michael „Miško” Šušorený                              | Berecz Uwe         | Adela és Jožko fia |
| Lucia Siposová              | Adela „Adelka” Šušorená                               | Solecki Janka      | Jožko felesége, Miško anyja, alkoholista |
| Ivan "Tuli" Vojtek          | Nagy Džon                                             | Albert Péter       | munkás a birtokon |
| Martin Šalacha              | Jano „Kicsi Džon”                                     | Joó Gábor          | munkás a birtokon |
| Juraj Ďuriš                 | Caprio                                                | Czető Roland       | munkás a birtokon, zsoké |
| Marko Igonda                | dr. Miloslav Dubáň                                    | Zöld Csaba         | Osvald ügyvédje, majd Simona szeretője |
| Eva Landová                 | Benčíková asszony, „Benčíčka”                         | Bókai Mária        | Osvald fiatalkori szeretője, Boris anyja |
| Juraj Rašla                 | Martin Vrba                                           | Berzsenyi Zoltán   | filmrendező |
| Kassai Csongor              | Bartók Béla                                           | Karácsonyi Zoltán  | rendezőasszisztens |
| Ján Koleník                 | Rasťo                                                 | Dányi Krisztián    | Adam barátja és pilóta kollégája, amatőr búvár |
| Judita Hansman              | Marta asszony, „Macskás” Marta                        | Kocsis Mariann     | Danka barátnője és a Volár család barátja |
| Martin Nahálka              | Mário Gajdoš                                          |                    | Hana gyerekkori barátja, majd ellenfele |
| Nikol Benedikovičová        | Viki Vrbová                                           |                    | a rendező lánya, Filip barátja |
| Ľubomír Paulovič            | Boris Baniak / Jakob (anyja nevezi így)               |                    | Osvald és Benčíčka fia, akit apja a születése után elszakít az anyjától és nevelőintézetbe helyez, a kisgyerekként meggyilkolt Erich Holzmann-nak adja ki magát, hogy megszerezze Holzmannkát, de lelepleződik.                     |
| Ivana Kubáčková             | Lenka                                                 |                    | lógondozó, Kicsi Džon felesége, Erika a férjét meggyanúsítja, hogy megcsalja Lenkával |
| Edita Borsová               | Erika                                                 |                    | Kicsi Džon féltékeny felesége, aki a Billa helyi élelmiszerboltjában dolgozik |
| Tomáš Hanák                 | Jürgen Holzmann (a múltban)                           |                    | Tereza (Margaréta) biológiai apja, akit Osvald a feleségével és a fiával együtt agyonlőtt, Holzmannka egykori tulajdonosa, Osvald elhiteti, hogy családjával Dél-Amerikába menekült                                                 |
|                             | Erich Holzmann (a múltban)                            |                    | Tereza (Margaréta) bátyja, akit Osvald a szüleivel együtt agyonlőtt, Osvald elhiteti, hogy szüleivel és húgával Dél-Amerikába menekült, de Osvald biológiai fia, Boris későőbb Erichnek adja ki magát, hogy Holzmannkát megszerezze |
| Ondřej Daniš                | Dušan Závodský (a múltban)                            |                    | Albert apja, Osvald bátyja, Osvald meggyilkolja, hogy Holzmannkát megszerezze, mert bátyja ezt ellenzi. |
| Daniel Žulčák               | Osvald Závodský (a múltban)                           |                    | a fiatal Osvald, aki Gréta Holzmannovába szerelmes, de mivel az elutasítja, bosszúból lelövi a férjével és a fiával együtt, hogy így megszerezze Holzmannkát.                                                                       |
|                             | Albert Závodský (a múltban)                           |                    | a gyermek Albert |
| Tereza Smolcová             | Margaréta Holzmannová (a múltban)                     |                    | a gyermek Tereza, Albert játszópajtása |
| Natália Germáni             | Miriam Fábry                                          | Pap Kati           | színésznő a forgatáson, szerelmes Adamba |
|                             | Lukáš                                                 | Welker Gábor       | Mery főiskolás szerelme, aki miatt otthagyta és nem fejezte be az állatorvosit |
| Jozef Vajda                 | Milan                                                 |                    | sebész, Adela régi-új barátja, szeretője, akivel újra összejönnek, és megbízza, verje meg a férjét, Šušót, de nem tudja végrehajtani, és a terv épp az ellenkezőjére fordul, hiszen a két férfi összehaverkodik                     |
| Ivana Chýlková              | Judita El-Amin                                        | Orosz Anna         | Boris strómanja Dubajból, aki megbízza Dubáňt, hogy fondorlattal szerezze meg Simona szeretőjeként Holzmannkát, de Osvald leleplezi a csalást                                                                                       |
| Andrej Anderko              | rendőrnyomozó                                         |                    | Albert autóbalesetében nyomoz |
| Roman Poláčik               |                                                       |                    | Albert autóbalesetben meghalt barátjának, Ferinek az unokaöccse |

További szereplők: Benkő Géza, Michal Ďuriš, Helena Geregová, Michaela Kapráliková, Dušan Kubáň, Daniela Kuffelová, Radoslav Kuric, Marián Slovák
További magyar hangok: Baráth István, Bertalan Ágnes, Császár András, Csondor Kata, Háda János, Juhász György, Kiss Erika, Papucsek Vilmos, Sörös Sándor.

## Sorozat vetítése
| Évad         | Részek száma | Évadnyitó           | Évadnyitó         | Évadzáró         | Évadzáró          | Televízióadó | Televízióadó |
| Évad         | Részek száma | szlovák             | magyar            | szlovák          | magyar            | szlovák      | magyar       |
| ------------ | ------------ | ------------------- | ----------------- | ---------------- | ----------------- | ------------ | ------------ |
| Első évad    | 92           | 2015. január 5.     | 2017. március 13. | 2015. június 25. | 2017. július 20.  | TV JOJ       | Duna         |
| Második évad | 68           | 2015. augusztus 17. | 2017. július 21.  | 2016. január 8.  | 2017. október 25. | TV JOJ       | Duna         |

## Fordítás
Ez a szócikk részben vagy egészben  a   Divoké kone című szlovák Wikipédia-szócikk ezen változatának fordításán alapul.  Az eredeti cikk szerkesztőit annak laptörténete sorolja fel. Ez a jelzés csupán a megfogalmazás eredetét és a szerzői jogokat jelzi, nem szolgál a cikkben szereplő információk forrásmegjelöléseként.